# (34161) Michaellee
2000 QC27 (asteroide 34161) é um asteroide da cintura principal. Possui uma excentricidade de 0.11125510 e uma inclinação de 2.72677º.
Este asteroide foi descoberto no dia 24 de agosto de 2000 por LINEAR em Socorro.